# Goduoc

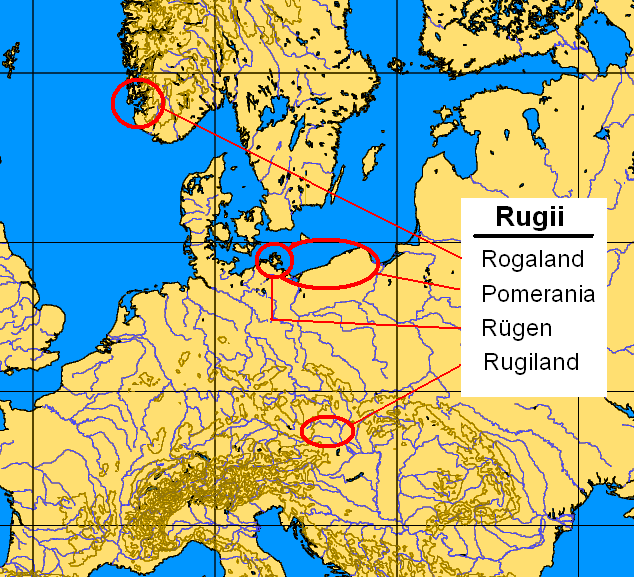
Localisation du Rugiland au Ve siècle.

Goduoc ou Gudehoc est le cinquième roi des Lombards. Il règne dans la seconde moitié du Ve siècle, à une époque où les Lombards vivent entre le cours moyen du Danube et la Norique, partiellement évacuée par les Romains.
Paul Diacre, auteur d'une Histoire des Lombards, ne dit quasiment rien sur Goduoc, sinon qu'il était le cinquième fils et le successeur du roi Lethuoc, fondateur de la dynastie des Lethings (en), qui régnera pendant plus d'un siècle sur les Lombards.
Profitant de la victoire en 487 du « roi d'Italie » Odoacre sur les Ruges de Feletheus, Goduoc s'installe dans le « Pays des Ruges » (Rugiland (en)), en actuelle Autriche.
Il a pour successeur son fils Claffo.

## Sources
- Paul Diacre, Histoire des Lombards, Livre I, XVIII–XX.